# Église de l'Assomption-de-la-Vierge de Montarcher
L’église de l'Assomption de la Vierge est un édifice religieux affecté au culte catholique romain et situé à Montarcher, dans le département de la Loire et la région Auvergne-Rhône-Alpes. Il fait l'objet d'un classement au titre des monuments historiques depuis 1938.

## Localisation
L'église s'élève au centre du village, tout à côté de l'ancien donjon dont subsiste le remblai de motte castrale . Elle se trouve sur le chemin de Cluny chemin préambulaire de la via Podiensis.

## Historique
L'église de Montarcher bâtie sur un éperon rocheux, vraisemblablement à l'emplacement d'un lieu de culte gaulois dont un vestige peut être la déesse mère, allaitant deux enfants, que l'on peut voir fixée au mur du porche, au-dessus du Banc des Pèlerins.
Simple chapelle, elle dépendait en fait de la paroisse d'Estivareilles, jusqu'à ce que le vicaire Claude Ferrier obtienne que le village devienne une paroisse.

## Architecture

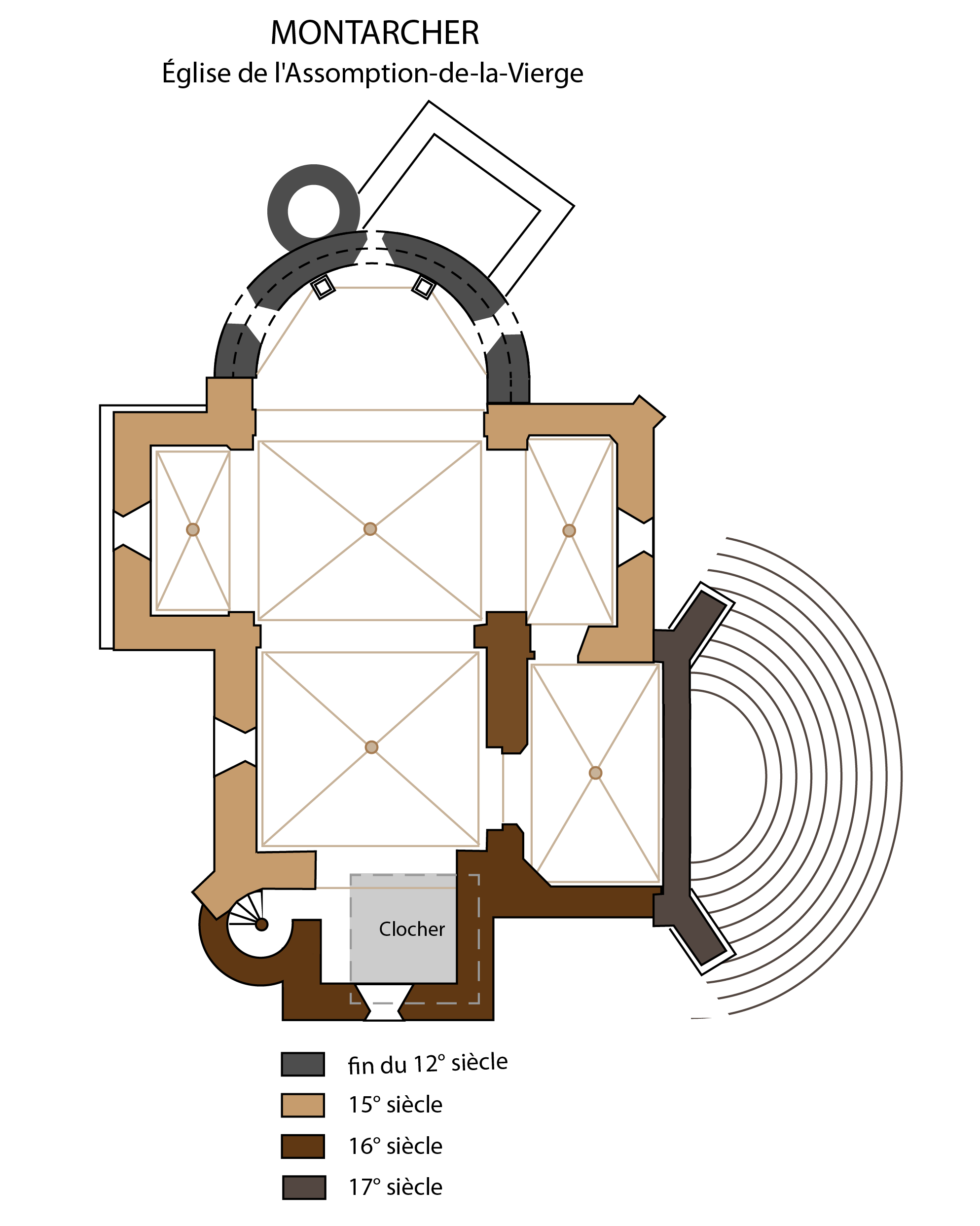

L'église a été bâtie au XIIe siècle en agrandissant la chapelle de l'ancien château, adossée aux fortifications, dont il reste la tour sud-est qui abrite la sacristie. Le chevet en forme de tour ronde abrite l'abside en cul de four.

La nef date du XVe siècle, bâtie en même temps que les deux chapelles latérales, dans un style gothique dépouillé.
Au XVIe siècle, la façade occidentale a été rebâtie pour supporter le poids du clocher. Le vaste porche s'appuie sur un banc en granite destiné au repos des pèlerins. 

Au XVIIe siècle, le vaste porche orienté plein sud complète l'édifice. Il pouvait abriter l'ensemble des paroissiens qui se retrouvent à hauteur du Christ sculpté sur une croix à de style bourguignon. La deuxième face est occupée par la Vierge Marie, tournée vers l'extérieur en signe de protection.

## La poutre de gloire

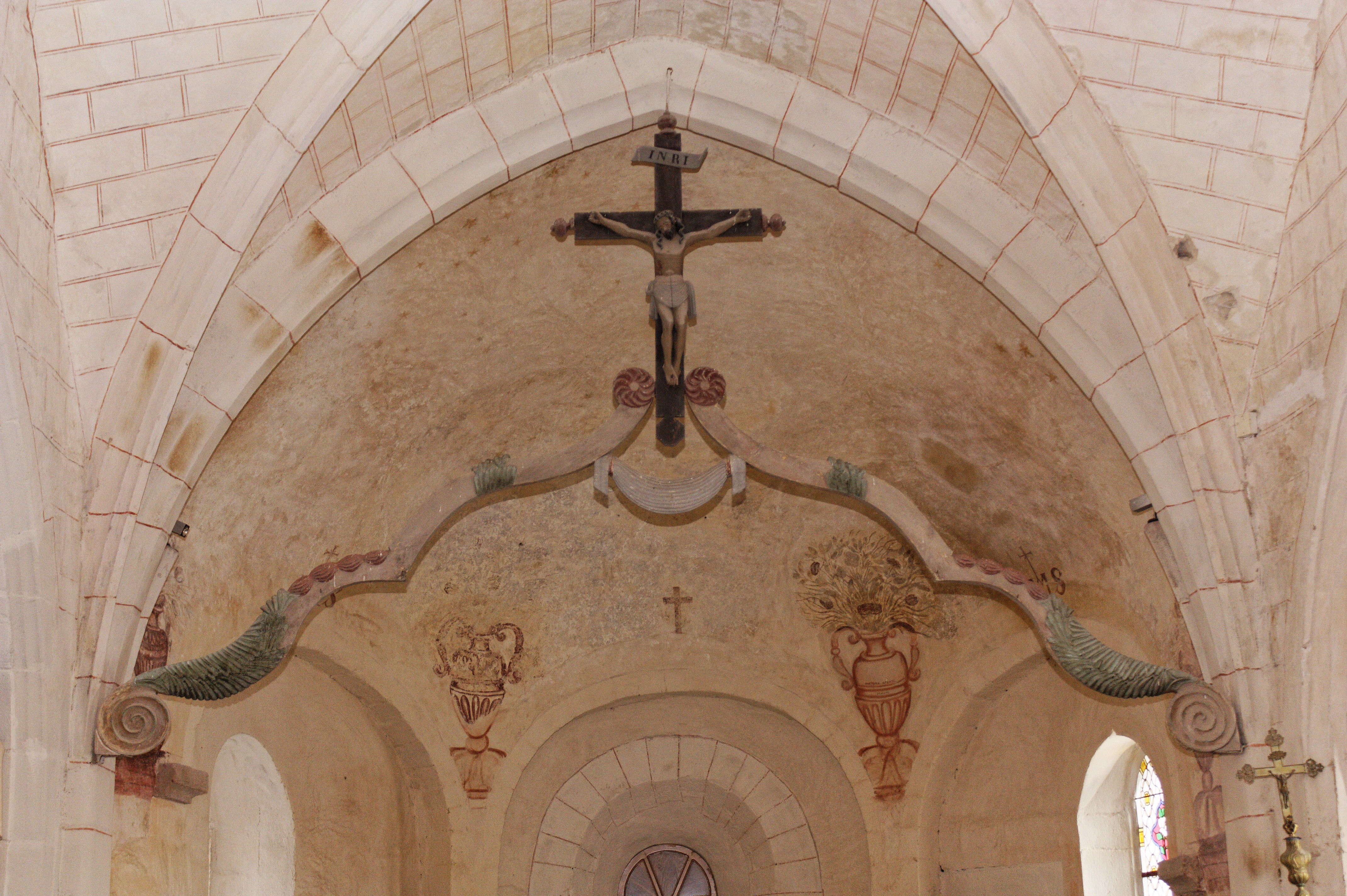

À l'intérieur de l'église; à la jonction du chœur et de la nef, se trouve une poutre de gloire du XVIe siècle, comme celle que l'on peut voir dans l'église de Saint-Haon-le-Châtel, plus haut sur le chemin de Cluny chemin préambulaire de la via Podiensis. Celle-ci a la particularité de raconter la Création,.
Contre le mur, les corbeaux sont ornés d'une spirale qui représente la création de l'univers;  Genèse (1-3) :  « Que la lumière soit ! Et la lumière fut ! »'.
La première courbe est ornée de fougères et de fleurs qui représentent la création de la terre ; Genèse (1-12) : « La terre fit germer de la verdure, de l'herbe portant sa semence selon sa sorte et des arbres produisant du fruit selon leur sorte, portant chacun sa semence ».
Sur les contre-courbes cinq personnages en procession représentent la création de l'homme accomplissant la volonté divine ; Genèse (1-27:30) : « Alors Dieu dit : Créons l'homme à notre image et ressemblance ».
Les rosaces qui terminent chaque arc de la poutre expriment le rayonnement de la Gloire Divine ; (Genèse 1-31) : « Dieu vit tout ce qu'il avait fait et voici, cela était très bon ».
Les deux parties de la poutre se rejoignent sous le crucifix portant le Christ, car le Messie est l'aboutissement de la création : il est mort pour la Gloire de Dieu en rachetant les péchés des hommes.
Le linceul suspendu en dessous de la croix et des rosaces, signifie que le Christ est libéré de la mort.

## L'ancien cimetière
Jusqu'à la fin du XVe siècle, bien que disposant d'une chapelle, les habitants devaient parcourir près de huit kilomètres pour ensevelir leurs morts au cimetière d'Estivareilles, qui était leur paroisse.
Lorsque le village devint une paroisse, le vicaire Claude Ferrier  obtint aussi l’autorisation de construire un cimetière, hors les murs, à proximité de l'église.
De cette époque subsistent une sobre croix, et plusieurs dalles tumulaires dont l'une serait la pierre tombale d'un seigneur de Montarcher de la lignée des Rochebaron.

## La croix de Montarcher
La croix de Montarcher est une croix de chemin inscrite au titre des monuments historiques depuis le 4 août 1978.
Construite en 1497 sous l'impulsion du vicaire Claude Ferrier, dont elle porte son monogramme, on y accrochait une lanterne au croisillon pour signaler la mort d'un paroissien.

## Galerie

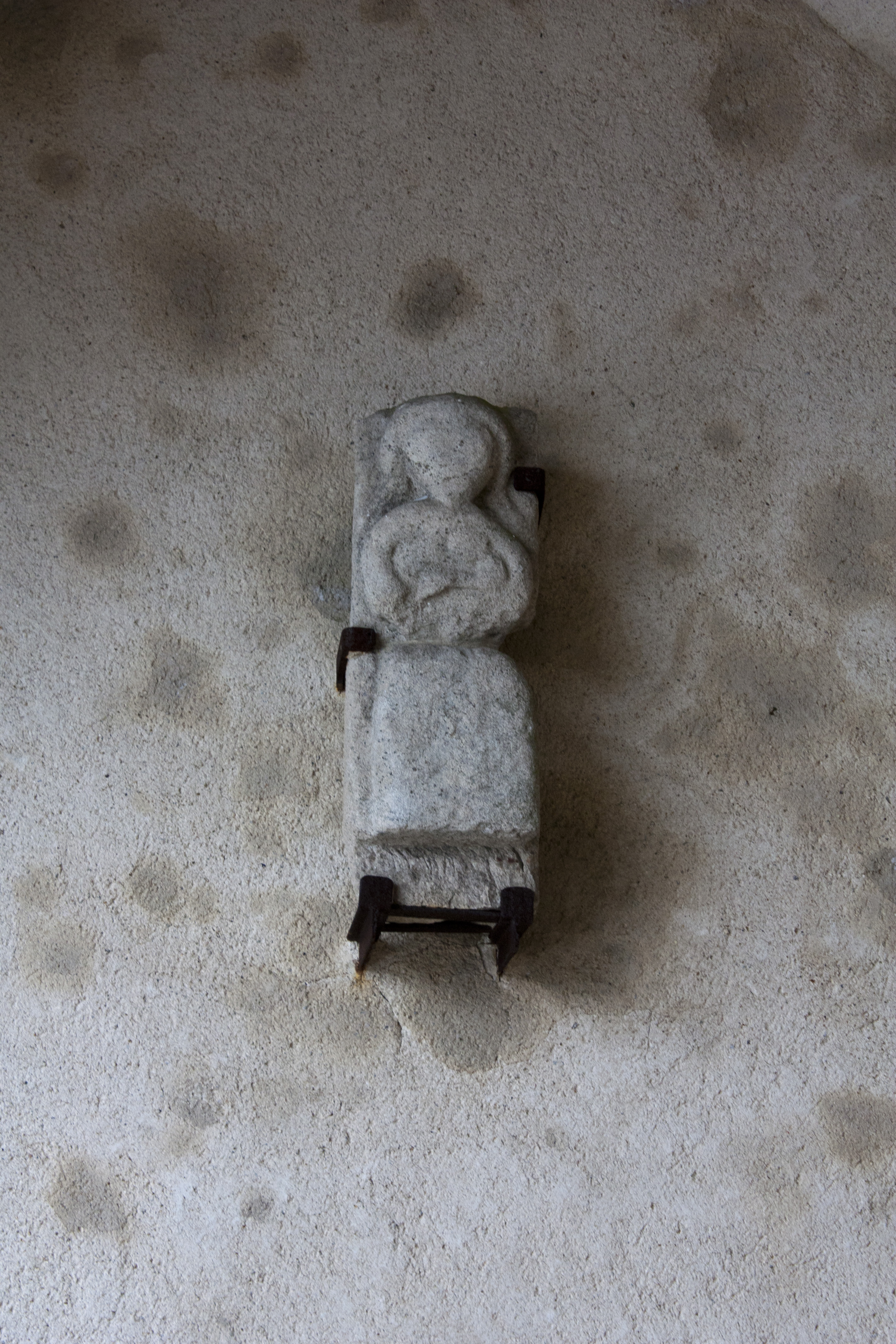
Déesse mère.
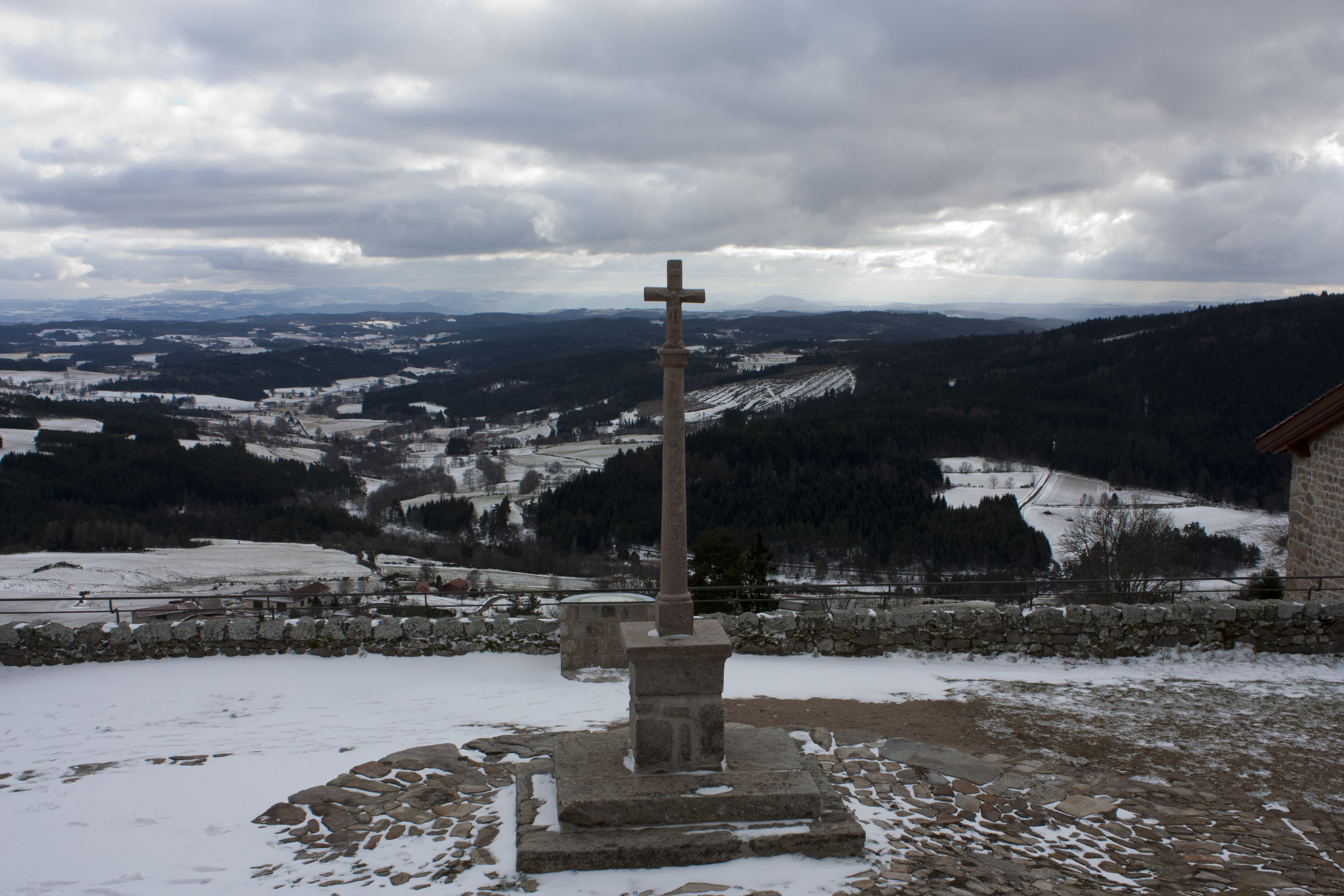
Parvis
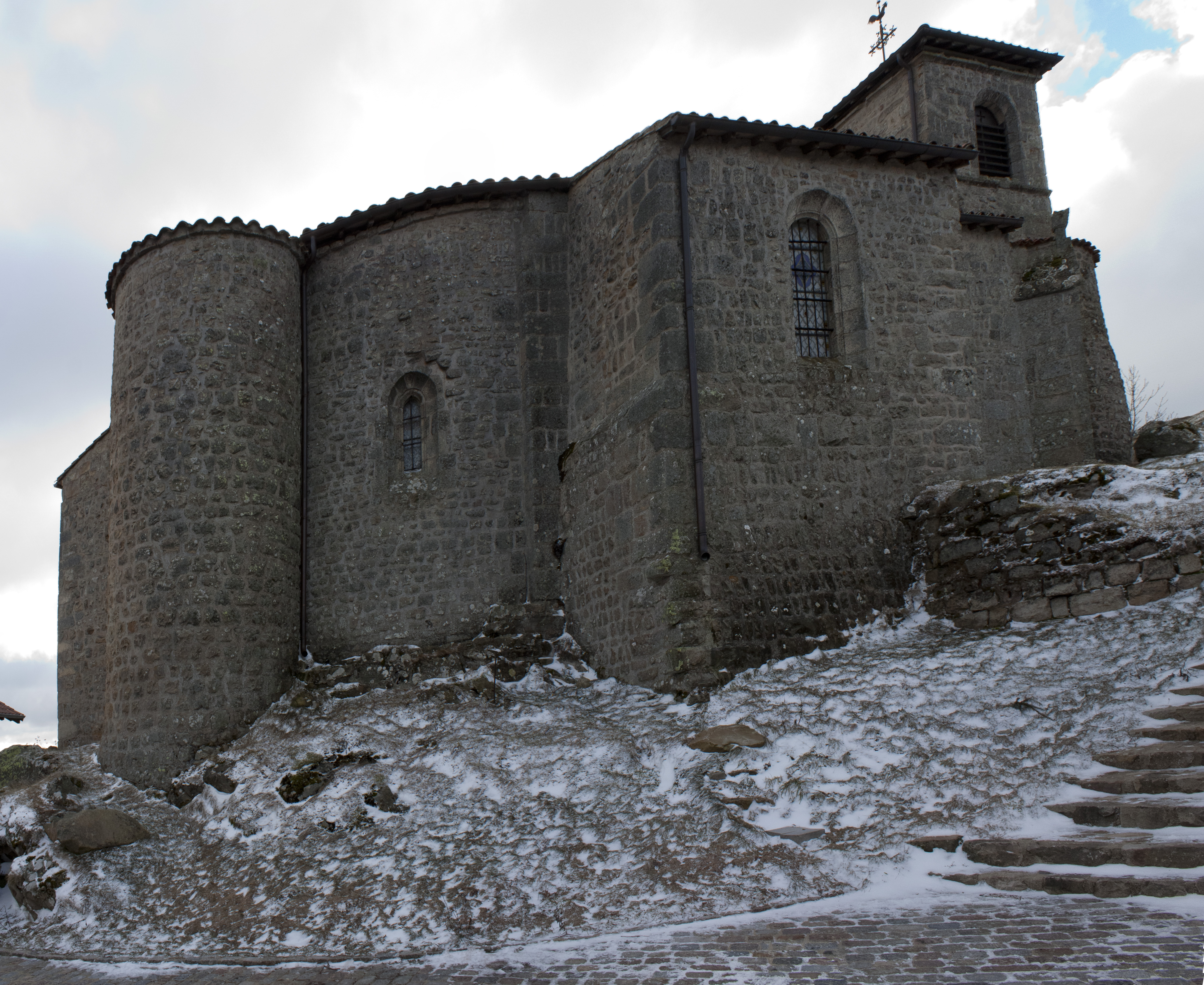
La tour de la sacristie et le chevet (XIIe siècle).
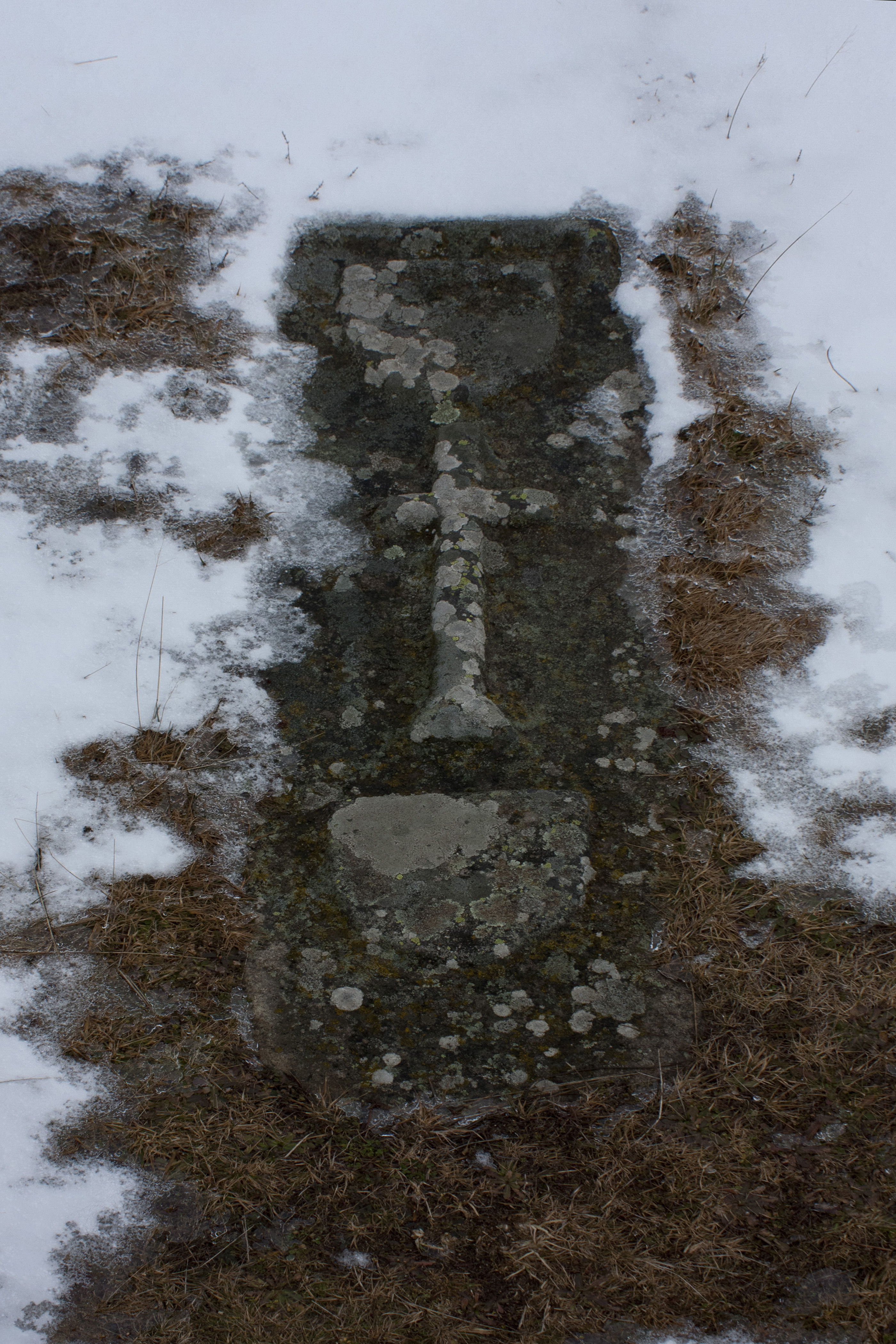
Dalle tumulaire.
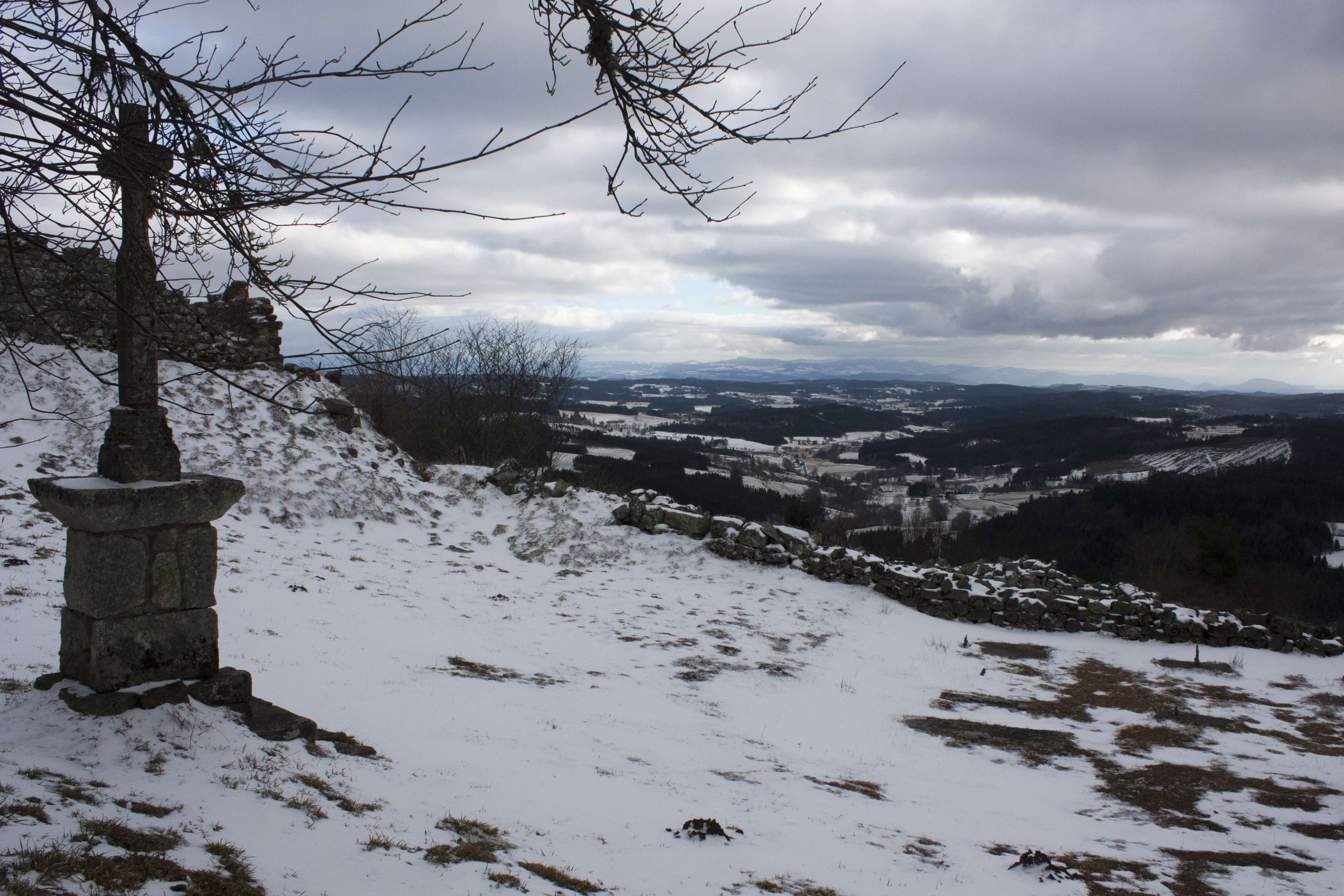
L'ancien cimetière.
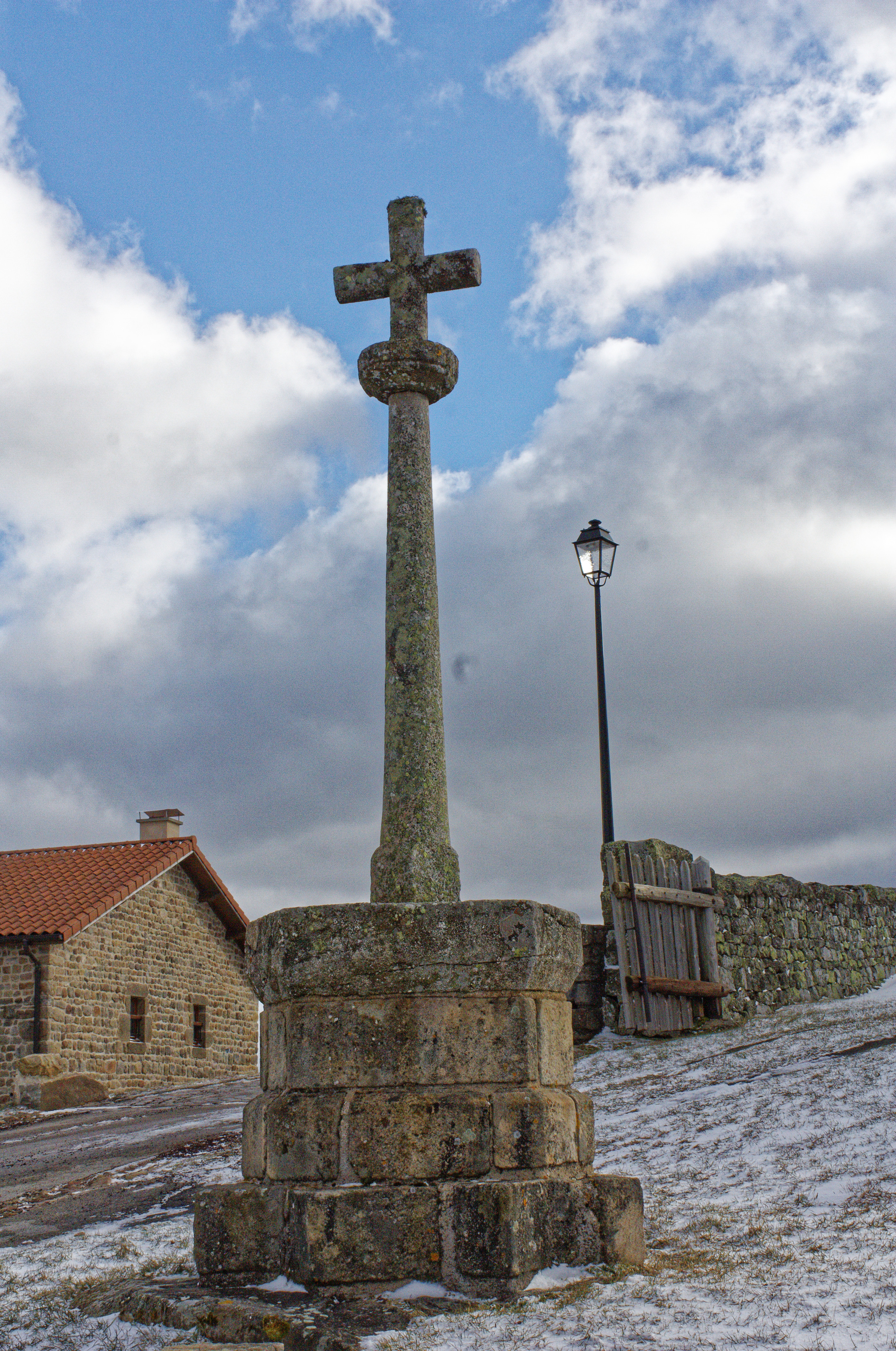
Croix de chemin.